# Kintsugi (Death Cab for Cutie)
Kintsugi è l'ottavo album in studio del gruppo musicale indie rock statunitense Death Cab for Cutie, pubblicato nel marzo 2015.

## Tracce
1. No Room in Frame – 4:05
2. Black Sun – 4:49
3. The Ghosts of Beverly Drive – 4:04
4. Little Wanderer – 4:19
5. You've Haunted Me All My Life – 4:08
6. Hold No Guns – 3:03
7. Everything's a Ceiling – 3:41
8. Good Help (Is So Hard to Find) – 4:47
9. El Dorado – 3:38
10. Ingénue – 4:31
11. Binary Sea – 4:05

## Formazione
- Ben Gibbard – voce, chitarra, piano
- Nicholas Harmer – basso, tastiera, chitarra, cori
- Jason McGerr – batteria
- Chris Walla – chitarra, tastiere, voce secondaria